# Der Sohn von Jesse James
Der Sohn von Jesse James (Originaltitel: El hijo de Jesse James) ist ein Italowestern aus dem Jahr 1964, der in spanisch-italienischer Koproduktion entstand. Die deutschsprachige Erstaufführung erfolgte am 6. Juni 1966.

## Handlung
Bill James ist noch ein Kind, als sein Vater Jesse von seinem Onkel Bob Ford ermordet wird. Zwanzig Jahre später reitet er, zum Abbild seines Vaters geworden, weg aus seiner Heimat Missouri, um die Geschehnisse der Vergangenheit endlich ruhen zu lassen. Auf der Three Star Ranch findet er Arbeit als Cowboy, kann sich aber an einem ruhigen, geregelten Leben nicht lange erfreuen, da die Farm und ihre Bewohner, insbesondere die hübsche Dorothy, sehr unter den Bedrängungen des Rinderzüchters Bob Marshall zu leiden haben. Die ersten Aufeinandertreffen zwischen Bill und Bob bringen keine Annäherung, im Gegenteil: Bill muss, des Mordes verdächtig, fliehen. In ihm entwickelt sich der Gedanke, bei Marshall könne es sich um seinen Onkel handeln. Er sucht nach Bestätigungen für seine Vermutung; als er sie findet, kehrt er in die Stadt zurück und richtet Bob Ford.

## Kritik
Wenig freundlich gingen die Kritiker mit dem „durchschnittlichen“ Werk um; so meinte R. Tabès, die wahren Filmliebhaber blieben statt beim Sohn lieber beim Vater, denn hier gäbe es nur einen „falschen Westen voller Schwindel und Schund“. Auch der Evangelische Film-Beobachter hält nichts von dem Streifen: „Leichenreicher und oberflächlich angelegter Western, für Jugendliche klar abzulehnen und auch Erwachsenen keinesfalls zu empfehlen.“